# Martin Glváč
JUDr. Martin Glváč (* 20. listopadu 1967 Bratislava) je slovenský podnikatel, politik a právník. V letech 2012–2016 zastával funkci ministra obrany v druhé vládě Roberta Fica. Po parlamentních volbách v roce 2016 se stal místopředsedou slovenské Národní rady. Je členem a bratislavským předsedou strany SMER – sociálna demokracia.

## Biografie
Po vystudování právnické fakulty pracoval jako podnikový právník a manažer, od roku 2001 byl také advokátem.
V roce 2006 byl zvolen poslancem Národní rady Slovenské republiky za SMER-SD, svůj mandát však neuplatňoval, když byl v letech 2006–2010 státním tajemníkem na Ministerstvu výstavby a regionálního rozvoje Slovenské republiky. V roce 2010 byl opět zvolen poslancem a členem Výboru Národní rady Slovenské republiky pro hospodářství, výstavbu a dopravu. V předčasných volbách v roce 2012 byl opět zvolen poslancem a následně jmenován ministrem obrany.